# Senyera (kommun)
Senyera är en kommun i Spanien.   Den ligger i provinsen Província de València och regionen Valencia, i den östra delen av landet, 300 km sydost om huvudstaden Madrid. Antalet invånare är 1 193. Arean är 2,0 kvadratkilometer. Senyera gränsar till Manuel, La Pobla Llarga, Sant Joanet och Villanueva de Castellón. 
Terrängen i Senyera är mycket platt.